# 喬許·多赫蒂
喬許·多赫蒂（英語：Josh Doherty；1996年3月15日—）是一位北愛爾蘭足球運動員，在場上司職後衛。他現在效力於英超球隊沃特福德足球俱樂部。他也代表北愛爾蘭國家青年足球隊參賽。